# Bara Singhra Nadi
Bara Singhra Nadi är ett vattendrag i Bangladesh. Det ligger i den nordvästra delen av landet, 300 kilometer nordväst om huvudstaden Dhaka.
Trakten runt Bara Singhra Nadi består till största delen av jordbruksmark. Runt Bara Singhra Nadi är det tätbefolkat, med 849 invånare per kvadratkilometer.